# British Railways
British Railways era la compagnia ferroviaria britannica controllata dallo Stato, creata il 1º gennaio 1948 mediante la fusione delle quattro grandi compagnie storiche GWR, LMS, LNER e SR. Dal 1965 assunse il nuovo nome di British Rail.
Il governo conservatore di Margaret Thatcher, alla fine degli anni 1980, avviò la privatizzazione, conclusasi nel 1997. Le società concessionarie oggi fanno parte della "Association of Train Operating Companies".

## Storia

### Nazionalismo nel 1948

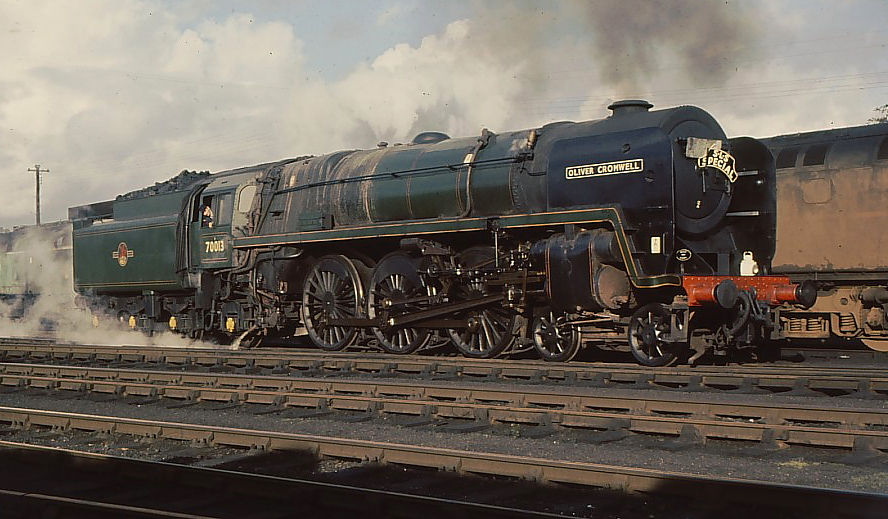
Locomotiva a vapore BR 70013 Oliver Cromwell

Il sistema di trasporto ferroviario in Gran Bretagna si sviluppò nel corso del XIX secolo. Dopo l'accorpamento del 1923 ai sensi del Railways Act del 1921, esistevano quattro grandi compagnie ferroviarie, ciascuna con il controllo della propria area geografica: la Great Western Railway (GWR), la London, Midland and Scottish Railway (LMS), la London and North Eastern Railway (LNER) e la Southern Railway (SR). Durante la Prima Guerra Mondiale, le ferrovie furono sotto il controllo statale, che continuò fino al 1921. Si era presa in considerazione la nazionalizzazione completa, e il Railways Act del 1921 è talvolta considerato un precursore di tale misura, ma il concetto fu respinto. La nazionalizzazione fu successivamente attuata dopo la Seconda Guerra Mondiale, ai sensi del Transport Act del 1947. Tale legge prevedeva la nazionalizzazione della rete nell'ambito di una politica di nazionalizzazione dei servizi pubblici da parte del governo laburista di Clement Attlee. Le British Railways nacquero come denominazione sociale del Railway Executive della British Transport Commission (BTC) il 1° gennaio 1948, quando rilevò le attività delle Big Four.
Erano inoltre presenti ferrovie congiunte tra le Big Four e alcune ferrovie leggere da considerare (vedi l'elenco delle società che costituiscono le British Railways). Linee industriali come l'Oxfordshire Ironstone Railway furono escluse dalla nazionalizzazione. Anche la metropolitana di Londra divenne di proprietà pubblica, diventando il London Transport Executive della British Transport Commission. La Bicester Military Railway era già gestita dal governo. Anche la Liverpool Overhead Railway elettrica fu esclusa dalla nazionalizzazione.

### Piano di modernizzazione del 1955
Il rapporto, successivamente noto come "Piano di Modernizzazione", fu pubblicato nel gennaio del 1955. Il suo obiettivo era quello di portare il sistema ferroviario al XX secolo. Un Libro Bianco governativo, redatto nel 1956, affermava che la modernizzazione avrebbe contribuito a eliminare il deficit finanziario di BR entro il 1962, ma i dati, sia in questo che nel piano originale, furono elaborati per ragioni politiche e non basati su un'analisi dettagliata. L'obiettivo era aumentare la velocità, l'affidabilità, la sicurezza e la capacità delle linee attraverso una serie di misure che avrebbero reso i servizi più attraenti per passeggeri e operatori merci, recuperando così il traffico perso a favore delle strade. Tra le aree principali figuravano:
- Elettrificazione delle principali linee ferroviarie nella regione orientale, nel Kent, da Birmingham a Liverpool/Manchester e nella Scozia centrale;
- Dieselizzazione su larga scala per sostituire le locomotive a vapore;
- Nuovo materiale rotabile per passeggeri e merci;
- Risegnalamento e rinnovo dei binari; Moderni scali di smistamento;
- La chiusura di un numero imprecisato ma relativamente esiguo di linee.

### Report Beeching

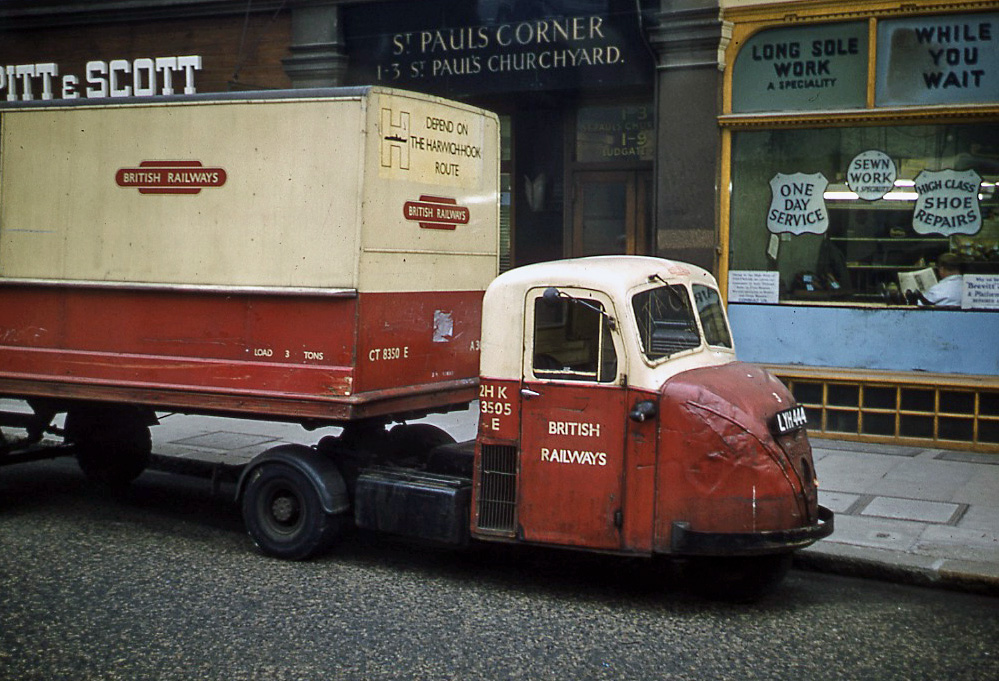
Un camion Scammell Scarab con la livrea delle British Railways, Londra, 1962. Le British Railways erano impegnate in numerose attività correlate, tra cui il trasporto su strada.

Verso la fine degli anni '50, le finanze ferroviarie continuarono a peggiorare; mentre il numero di passeggeri aumentava dopo il ripristino di molti servizi ridotti durante la guerra, nel 1959 il governo intervenne, limitando l'importo che la BTC poteva spendere senza l'autorizzazione ministeriale. Un Libro Bianco che proponeva una riorganizzazione fu pubblicato l'anno successivo e una nuova struttura fu messa in atto dal Transport Act del 1962. Questo abolì la commissione e la sostituì con diversi comitati separati. Tra questi, il British Railways Board, che subentrò il 1° gennaio 1963.
A seguito di discussioni semi-segrete sui finanziamenti ferroviari tenutesi nel 1961 dal Comitato Stedeford, nominato dal governo, a uno dei suoi membri, il dottor Richard Beeching, fu offerto l'incarico di presiedere il BTC per tutta la sua durata e divenne poi il primo presidente del Consiglio delle Ferrovie Britanniche.
Un importante censimento del traffico nell'aprile del 1961, della durata di una settimana, fu utilizzato per la compilazione di un rapporto sul futuro della rete. Questo rapporto, intitolato "The Reshaping of British Railways", fu pubblicato dal BRB nel marzo del 1963. Le proposte, note come i tagli di Beeching, erano drastiche. Un terzo di tutti i servizi passeggeri e oltre 4.000 delle 7.000 stazioni avrebbero chiuso.

## Brand

### Pre 1960
Dopo la nazionalizzazione nel 1948, le Ferrovie Britanniche iniziarono ad adattare le livree aziendali sul materiale rotabile ereditato dalle precedenti compagnie ferroviarie. Inizialmente, sulle locomotive passeggeri fu utilizzato un blu espresso (seguito dal verde Brunswick in stile GWR nel 1952), mentre sulle locomotive a traffico misto fu utilizzato un nero a righe in stile LNWR, ma in seguito il verde fu adottato più ampiamente.
Lo sviluppo di un'identità aziendale per l'organizzazione fu ostacolato dalle ambizioni contrastanti della Commissione Britannica dei Trasporti e del Railway Executive. Il Railway Executive tentò di introdurre un logo curvo in stile Art Déco moderno, che potesse fungere anche da standard per i totem della segnaletica delle stazioni.

### 1960

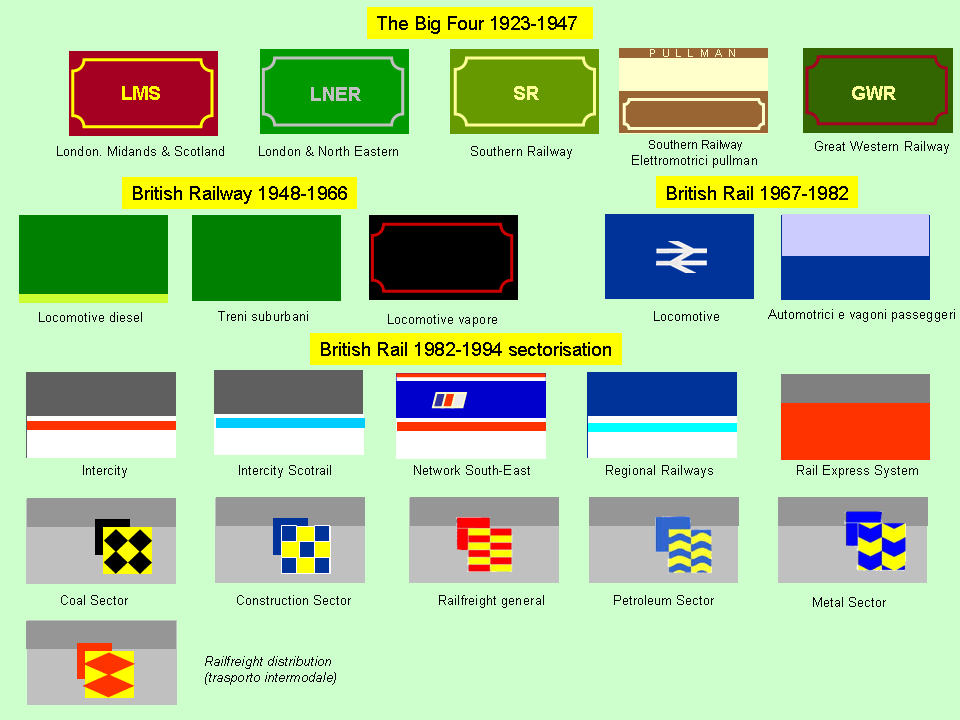
livree delle compagnie ferroviarie inglesi e delle BR

Lo zelo per la modernizzazione dell'era Beeching guidò il successivo rebranding, e la dirigenza di BR volle liberare l'organizzazione da motivi araldici anacronistici e sviluppare un'identità aziendale in grado di rivaleggiare con quella di London Transport. Il comitato di progettazione di BR istituì un gruppo di lavoro guidato da Milner Gray della Design Research Unit. Il gruppo elaborò un Manuale di Identità Aziendale che stabiliva uno standard coerente per il marchio e il design dell'intera organizzazione, specificando Rail Blue e grigio perla come schema cromatico standard per tutto il materiale rotabile; Rail Alphabet come carattere tipografico aziendale standard, disegnato da Jock Kinneir e Margaret Calvert; e introducendo l'ormai iconico simbolo di identità aziendale del logo della Doppia Freccia.

### Dopo 1960
L'uniformità del marchio BR continuò fino all'introduzione del processo di settorizzazione negli anni '80. Alcune attività di BR come Inter-City, Network SouthEast, Regional Railways o Rail Express Systems iniziarono ad adottare identità proprie, introducendo loghi e schemi cromatici che erano essenzialmente varianti del marchio British Rail.

## Le società concessionarie
| British Rail                          | Concessionarie                    | Partecipazioni straniere          |
| ------------------------------------- | --------------------------------- | --------------------------------- |
| InterCity Cross Country               | Cross Country Trains              | Deutsche Bahn                     |
| Network SouthEast Chiltern            | Chiltern Railway                  | Deutsche Bahn                     |
| Merseyrail (Regional Railways)        | Merseyrail                        | Nederlandse Spoorwegen            |
| Regional Railways                     | Arriva Trains Wales               | Deutsche Bahn                     |
| Regional Railways                     | Northern Rail                     | Nederlandse Spoorwegen            |
| InterCity East Coast                  | Grand Central                     | Deutsche Bahn                     |
| InterCity Anglia                      | Greater Anglia                    | Nederlandse Spoorwegen            |
| Network SouthEast                     | London Overground Rail Operations | 50% di Deutsche Bahn e 50% di MTR |
| Network SouthEast - Regional Railways | London Midland                    | 35% di SNCF                       |
| Network SouthEast                     | Southern Trains                   | 35% di SNCF                       |
| Network SouthEast                     | Southeastern Railway              | 35% di SNCF                       |
| Regional Railways                     | First TransPennine Express        | 45% di SNCF                       |

## Principali linee
- Great Western Main Line (Londra Paddington - Bristol Temple Meads - Swansea)
- Ferrovia Liverpool-Manchester
- East Anglian (Londra Liverpool Street - Norwich)